# Lagoa da Canoa (kommun)
Lagoa da Canoa är en kommun i Brasilien.   Den ligger i delstaten Alagoas, i den östra delen av landet, 1 400 km nordost om huvudstaden Brasília. Antalet invånare är 18 253.
Följande samhällen finns i Lagoa da Canoa:
- Lagoa da Canoa

Omgivningarna runt Lagoa da Canoa är en mosaik av jordbruksmark och naturlig växtlighet. Runt Lagoa da Canoa är det ganska tätbefolkat, med 155 invånare per kvadratkilometer.